# Yves Colin de Verdière
Yves Colin de Verdière ist ein französischer Mathematiker, der sich mit Differentialgeometrie, Analysis, Graphentheorie und mathematischer Physik beschäftigt.
Colin de Verdière studierte ab 1964 an der École normale supérieure und promovierte 1973 bei Marcel Berger an der Universität Paris VII Denis Diderot. Er war bis zu seiner Emeritierung 2006 Professor am Institute Fourier der Universität Grenoble.
Er befasst sich unter anderem mit semiklassischen Näherungen zu Wellengleichungen (und der Schrödingergleichung) und Spektren von Graphen (Eigenwerte des Laplace-Operators auf Graphen) und Riemannschen Mannigfaltigkeiten, wo er einen Zusammenhang mit der Länge geschlossener Geodäten fand. Colin de Verdière bewies, dass bei ergodischem geodätischem Fluss fast alle Eigenfunktionen gleichverteilt sind. 1990 führte er eine neue, nach ihm benannte Graphen-Invariante ein und ein Planaritätskriterium für Graphen.
1991 wurde er Mitglied des Institut universitaire de France. 1999 erhielt er den Ampère-Preis der französischen Akademie der Wissenschaften, 2018 die Émile-Picard-Medaille. 2004 wurde er Mitglied der American Academy of Arts and Sciences. 1986 war er Gastredner auf dem Internationalen Mathematikerkongress in Berkeley (Spectres de variétés riemannienne et spectres de graphes).

## Schriften
- Spectres de Graphes, Cours Spécialisés / Société mathématique de France, 1998. - 122 p. ISBN 2-85629-068-X